# Michele Parigi
Michele Parigi (Pitigliano, 14 dicembre 1913 – Roma, 28 agosto 1987) è stato un pittore italiano, post-macchiaiolo della Maremma molto apprezzato in vita da un pubblico di nicchia e conosciuto solo dopo il decesso.

## Biografia
Michele Parigi nasce da una famiglia contadina a Pitigliano in Maremma. All'età di undici anni, finite le scuole elementari viene costretto ad iniziare il pesante lavoro dei campi da parte dei genitori, anche se i maestri elementari sottolineano agli stessi come il figlio fosse fortemente portato per gli studi, avendo conseguito il massimo dei voti in tutte le materie. Il giovane Michele fin dall'età di 4 anni si dimostra abilissimo nella pittura e nelle attività artistiche.
Stanco di un padre padrone e di una vita priva di stimoli, all'età di diciannove anni dopo esser stato picchiato a sangue dal cattivo genitore per un raccolto rovinato, decide di scappare a Roma. Nella capitale la vita non è certo facile e il Parigi si mantiene vendendo le sue opere nelle piazze romane. Proprio a Roma conosce Marilena Dallai, meno giovane di lui di dieci anni, con la quale avrà Luisa, l'amata figlia; la Dallai rimane sua compagna fino alla morte.
Il Parigi è stato sino agli anni novanta un pittore completamente sconosciuto, noto solo ad un pubblico di nicchia amante dei macchiaioli; nonostante questo si è sempre dimostrato artista di grande talento. «I suoi  quadri sono come una fonte inesauribile di tavolozza e colori in un oceano in bianco e nero» queste la parole della figlia Luisa alla morte del padre. Il pittore ha prodotto pochissimi quadri nel corso della vita, di difficile reperimento il periodo verde (pittura caratterizzata dall utilizzo delle scale di colore verdi). Viene chiamato alle armi nella seconda guerra mondiale sul fronte albanese dove, colpito da una granata, perde l'occhio destro e metà della funzionalità di quello sinistro.
Muore all'età di 73 anni a Roma per un  tumore polmonare, dovuto probabilmente al pesante vizio del fumo.
Il 28 agosto del 2018 il quotidiano nazionale il Messaggero, gli dedica un articolo per celebrare il trentennale della sua scomparsa. 
Molti siti specializzati e gallerie, tra cui Firenzeart trattano le sue opere, che rimangono ancora richiestissime.
Purtroppo ci sono ancora oggi alcuni falsi, presumibilmente attribuibili al nipote Michele Maria Parigi.

## Il successo
Casualmente vengono esposti alcuni suoi quadri del periodo verde da un gallerista di Londra appassionato della pittura underground italiana e la figlia Luisa, così, all'inizio degli anni novanta si trova a dover far fronte ad un numero di richieste crescente per le opere del padre defunto, che ovviamente sono limitate alle poche rimaste in possesso della famiglia. Michele Parigi pur rimanendo un pittore di nicchia è diventato una pedina importante per i collezionisti macchiaioli ed a tal proposito, sono state battuta all'asta alcune sue opere dalla famiglia per oltre 20000 Euro. L'intento della figlia rimane però quello di far conoscere il padre ad un pubblico più ampio. A Londra nel 2003 la rivista Art Magazine ha dedicato al Parigi un articolo di 4 pagine.